# Isle of Dogs (film)
Isle of Dogs is een Amerikaanse stop-motion animatiefilm uit 2018, geschreven en geregisseerd door Wes Anderson.

## Verhaal
In de nabije dystopische toekomst breekt in Japan een hondenziekte uit. Deze ziekte heeft als risico dat ze ook mensen zou kunnen besmetten, daarom worden alle honden verbannen naar een eiland dat vol afval ligt. Een jongen, Atari Kobayashi, gaat op zoek naar zijn verbannen hond Spots en komt zo op het eiland toevallig bij een meute honden terecht. Deze besluiten om gezamenlijk Spots te vinden.

## Stemverdeling
| Personage                    | Engelse stem       |
| ---------------------------- | ------------------ |
| Chief, leider van de honden  | Bryan Cranston     |
| Rex                          | Edward Norton      |
| Boss                         | Bill Murray        |
| Duke                         | Jeff Goldblum      |
| King                         | Bob Balaban        |
| Atari                        | Koyu Rankin        |
| Spots                        | Liev Schreiber     |
| Burgemeester Kobayashi       | Kunichi Nomura     |
| Major-Domo                   | Akira Takayama     |
| Tracy Walker                 | Greta Gerwig       |
| Interpreter Nelson           | Frances McDormand  |
| Professor Watanabe           | Akira Ito          |
| Nutmeg                       | Scarlett Johansson |
| Gondo                        | Harvey Keitel      |
| Jupiter                      | F. Murray Abraham  |
| Oracle                       | Tilda Swinton      |
| Assistant Scientist Yoko-Ono | Yoko Ono           |
| Head Surgeon                 | Ken Watanabe       |
| Scrap                        | Fisher Stevens     |
| De Verteller                 | Courtney B. Vance  |
| Simul-Translate Machine      | Frank Wood         |
| Igor                         | Roman Coppola      |
| Mute Poodle                  | Anjelica Huston    |

## Productie
In oktober 2015 kondigde Wes Anderson aan dat hij na Fantastic Mr. Fox opnieuw een stop-motionfilm ging maken met honden in de hoofdrol. Anderson verklaarde dat hij voor het maken van deze film sterk beïnvloed werd door de films van Akira Kurosawa en de stop-motion kerstspecials op televisie van Rankin/Bass Productions. De productie begon in oktober 2016 in Engeland en Fox Searchlight Pictures verkreeg op 22 december 2016 de wereldwijde distributierechten.

### Release en ontvangst
Isle of Dogs ging op 15 februari 2018 in première als openingsfilm van het internationaal filmfestival van Berlijn waar hij werd geselecteerd voor de competitie voor de Gouden Beer. De film kreeg positieve kritieken van de filmcritici met een score van 90% op Rotten Tomatoes, gebaseerd op 240 beoordelingen.